# MusicXML
MusicXML es un formato abierto de notación musical basado en XML.
Fue desarrollado por Recordare LLC, derivando varios conceptos clave de formatos académicos existentes (como el Musedata de Walter Hewlett y el Humdrum de David Huron). Fue diseñado para el intercambio de partituras, particularmente entre diferentes editores de partituras.
La versión 1.0 fue publicada en enero de 2004. La versión 1.1 fue publicada en mayo de 2005 con un soporte de formato mejorado. La versión 2.0 fue publicada en junio de 2007 e incluyó un formato comprimido estandarizado. Todas estas versiones fueron definidas por una serie de definiciones de tipos de documento (DTD). Una implementación del esquema XML (XSD) de la versión 2.0 fue publicado en septiembre de 2008.
Desde septiembre de 2008, MusicXML es soportado en diferentes grados por cerca de 100 programas diferentes de notación musical. Esos programas incluyen:
- Los dos programas de notación musical líderes, Finale y Sibelius
- La mayoría de los programas de OCR Musical.
- Cubase, programa secuenciador musical.
- Software libre como MuseScore o Rosegarden.

Los DTD y XSD de MusicXML pueden ser distribuidos libremente bajo la licencia MusicXML Document Type Definition Public License.

## Ejemplo
Como todos los formatos basados en XML, MusicXML puede ser fácilmente manipulada y compilada por herramientas automáticas. Aunque es posible crear MusicXML a mano, programas interactivos para notación musical como Rosegarden y Finale simplifican la lectura, escritura y modificación de archivos MusicXML.
El siguiente ejemplo es una partitura con una sola nota redonda do en la escala de do mayor.

Representación de un do central en clave de sol creada mediante código MusicXML.

```
<?xml version="1.0" encoding="UTF-8" standalone="no"?>

<!DOCTYPE score-partwise PUBLIC

    "-//Recordare//DTD MusicXML 2.0 Partwise//EN"

    "http://www.musicxml.org/dtds/partwise.dtd">

<score-partwise
 
version=
"2.0"
>

  
<part-list>

    
<score-part
 
id=
"P1"
>

      
<part-name>
Music
</part-name>

    
</score-part>

  
</part-list>

  
<part
 
id=
"P1"
>

    
<measure
 
number=
"1"
>

      
<attributes>

        
<divisions>
1
</divisions>

        
<key>

          
<fifths>
0
</fifths>

        
</key>

        
<time>

          
<beats>
4
</beats>

          
<beat-type>
4
</beat-type>

        
</time>

        
<clef>

          
<sign>
G
</sign>

          
<line>
2
</line>

        
</clef>

      
</attributes>

      
<note>

        
<pitch>

          
<step>
C
</step>

          
<octave>
4
</octave>

        
</pitch>

        
<duration>
4
</duration>

        
<type>
whole
</type>

      
</note>

    
</measure>

  
</part>

</score-partwise>

```